# Loughrea
Loughrea (Baile Locha Riach en irlandais) est une ville du comté de Galway en république d'Irlande.
Son nom provient du Loch Riach (le lac gris) au bord duquel la ville s'étend. Au sud de la ville se trouvent également des collines boisées.
Loughrea est une ville en pleine expansion, en bénéficiant de le proximité de Galway. Cette expansion a généré d'importants problèmes de trafic routier, qui ont été résolus par une bretelle qui contourne la ville depuis décembre 2005.
D'après le recensement de 2006, la ville de Loughrea compte 4 532 habitants.

## Culture
La cathédrale Saint-Brendan de Loughrea est le principal monument et le plus haut bâtiment de la ville.
Loughrea a accueilli le Fleadh Cheoil en 1955.